# Levu rubrofrontalis
Levu rubrofrontalis är en insektsart som beskrevs av Bernhard Zelazny 1981. Levu rubrofrontalis ingår i släktet Levu och familjen Derbidae. Inga underarter finns listade i Catalogue of Life.